# Bundesgeschäftsführer
Der Bundesgeschäftsführer ist eine Person, die die Geschäfte einer politischen Partei oder eines Verbandes auf Bundesebene leitet.

## Bundesgeschäftsführer in deutschen Parteien
Während in der CDU und FDP die Bundesgeschäftsführer, bei der CSU die Hauptgeschäftsführer, Leiter des Verwaltungsapparates der Parteien sind und Generalsekretäre die politische Leitung der Geschäftsstelle übernehmen, sind bei Bündnis 90/Die Grünen und bei der Linken so genannte Politische Bundesgeschäftsführer für die Leitung beider Instanzen zuständig. Von 1968 bis 2025 hatte auch die SPD neben dem Generalsekretär einen Bundesgeschäftsführer, anschließend übernahm der Generalsekretär beide Instanzen. Die AfD verfügt über einen Bundesgeschäftsführer als Leiter der Parteiverwaltung.

## Bundesgeschäftsführer in österreichischen Parteien
In Österreich entspricht die Trennung der politischen und der organisatorisch-geschäftsführenden Tätigkeit zwischen Generalsekretär und Bundesgeschäftsführer bei FPÖ, ÖVP (seit 2017), NEOS und BZÖ der Aufteilung bei den deutschen Parteien CDU, SPD und FDP. Bei der SPÖ und den Grünen umfasst die als Bundesgeschäftsführer bezeichnete Funktion beide Bereiche. Beide Parteien verfügen entsprechend über keinen Generalsekretär. In der SPÖ wurden die Bundesgeschäftsführer von Parteigründung 1945 bis 1993 Zentralsekretäre genannt.